# Tomiko Brown-Nagin
Tomiko Brown-Nagin (nacida c. 1970
) es una profesora de derecho, historiadora, autora y lideresa universitaria estadounidense. Es decana del Instituto de Estudios Avanzados Radcliffe de la Universidad de Harvard, uno de los centros líderes del mundo para la investigación interdisciplinaria en humanidades, ciencias, ciencias sociales, artes y profesiones. También es profesora Daniel P.S. Paul de Derecho Constitucional en y profesora de Historia de la Universidad de Harvard.

## Biografía

### Primeros años
Brown-Nagin nació c. 1970
. Se graduó de la Universidad Furman, donde fue nombrada Truman Scholar y se graduó summa cum laude con una licenciatura en historia en 1992. Obtuvo un doctorado en derecho de la Facultad de Derecho de la Universidad Yale, donde se desempeñó como editora del Yale Law Journal, en 1997, y un doctorado en historia de la Universidad Duke en 2002.

### Carrera
Trabajó para Robert L. Carter en el Tribunal de Distrito de los Estados Unidos para el Distrito Sur de Nueva York y para Jane Richards Roth en el Tercer Circuito de Cortes de Apelaciones de Estados Unidos. Comenzó su carrera como abogada para el sector privado en el bufete de abogados Paul, Weiss, Rifkind, Wharton &amp; Garrison en Nueva York, y luego obtuvo la beca Charles Hamilton Houston en la Escuela de Derecho Harvard y una beca de historia jurídica Golieb en la Universidad de Nueva York. Fue profesora distinguida Thurgood Marshall de Derecho y profesora T. Munford Boyd de justicia en la Facultad de Derecho de la Universidad de Virginia.
En 2018, asumió el cargo de decano del Instituto de Estudios Avanzados Radcliffe. También es profesora Daniel PS Paul de Derecho Constitucional en la Escuela de Derecho Harvard y profesora de Historia en la Universidad de Harvard.
En 2011, publicó Courage to Dissent: Atlanta and the Long History of the Civil Rights Movement, que ganó el Premio Bancroft de Historia 2012, el Premio Liberty Legacy de la Organización de Historiadores Americanos, el John Phillip Reid Book Award de la Sociedad Estadounidense de Historia Jurídica, el Premio Charles Sydnor de la Asociación Histórica del Sur, Premio del Libro Lillian Smith del Consejo Regional Sur y el Premio Hurston/Wright Legacy en la categoría de no ficción.
En 2020, obtuvo su membresía a la Academia Estadounidense de Artes y Ciencias. En 2022, publicó La reina de los derechos civiles: Constance Baker Motley y la lucha por la igualdad, que recibió elogios del New York Times, el Washington Post y varios autores estimados. También ha aparecido en NPR, PBS y Harvard Magazine.

### Vida personal
En 1998, se casó con Daniel L. Nagin, profesor de la Facultad de Derecho de la Universidad de Harvard.

## Publicaciones
- Reina de los derechos civiles: Constance Baker Motley y la lucha por la igualdad (Pantheon Books 2022)[10][11]
- "Constance Baker Motley enseñó a la nación cómo ganar justicia", Revista Smithsonian de 2022.
- "Repensar los sustitutos de las desventajas económicas en la educación superior", Foro Legal de la U. Chicago de 2014.
- "Dos Estados Unidos en atención médica: federalismo y guerras por la pobreza desde el New Deal-Great Society hasta Obamacare", 62 Drake L. Review (2014).
- "La paradoja de la diversidad: revisión judicial en una era de cambios demográficos y educativos" 65 Vanderbilt Law Review En Banc 113 (2012)
- Coraje para disentir: Atlanta y la larga historia del movimiento de derechos civiles (Oxford University Press 2011).
- "Élites, movimientos sociales y la ley: el caso de la acción afirmativa", 105 Columbia Law Review 1436 (2005).
- "La raza como caricatura de identidad: una lección de historia jurídica local sobre la prominencia del conflicto intrarracial", 151 University of Pennsylvania Law Review 1913 (2003).